# نظریه هولوژنوم فرگشت
نظریه هولوژنوم فرگشت (به انگلیسی: Hologenome theory of evolution) جانور یا گیاه منفرد (و دیگر جانداران چندسلولی) را به عنوان یک جامعه یا یک «هولوبیونت» - میزبان به اضافه همه میکروب‌های همزیست آن - بازسازی می‌کند. در نتیجه، ژنوم‌های جمعی هولوبیونت یک "هولوژنوم" را تشکیل می‌دهند. هولوبیونت‌ها و هولوژنوم‌ها موجودیت‌های ساختاری هستند که جایگزین نام‌های نادرست در زمینه همزیستی‌های میکروبیوتای میزبان مانند ابرجاندار (یعنی یک واحد اجتماعی یکپارچه متشکل از همنوع‌ها)، اندام و متاژنوم می‌شوند. تنوع در هولوژنوم ممکن است شکل‌پذیری فنوتیپی هولوبیونت را رمزگذاری کند و می‌تواند در معرض تغییرهای فرگشتی ناشی از انتخاب و رانش باشد، اگر بخش‌هایی از هولوژنوم بین نسل‌ها با وفاداری منطقی منتقل شود. یکی از نتایج مهم بازفرستادن فرد به عنوان هولوبیونت در معرض نیروهای فرگشتی این است که تغییرهای ژنتیکی در هولوژنوم می‌تواند با تغییرها در ژنوم میزبان و همچنین تغییرها در میکروبیوم، از جمله اکتساب‌های جدید میکروب‌ها، انتقال افقی ژن و تغییرهای فراوانی میکروبی در میزبان ایجاد شود. اگرچه ادبیات غنی دربارهٔ همزیست‌های میزبان – میکروب باینری وجود دارد، مفهوم هولوژنوم با گنجاندن پیچیدگی همزیستی گسترده در بسیاری از میزبان‌های چندسلولی متمایز می‌کند. برای مقاله‌های اخیر دربارهٔ هولبیونت‌ها و هولوژنوم‌ها که در یک پلت‌فرم دسترسی باز منتشر شده‌است، به مرجع زیر مراجعه کنید.